# هندسة التعبئة والتغليف
هندسة التعبئة والتغليف ، أيضا تكنولوجيا التعبئة والتغليف، علوم التعبئة والتغليف، هو موضوع واسع بدءا من تصميم تصوري لوضع المنتج في جميع الخطوات على طول عملية التصنيع، وأكثر من ذلك، وتشمل هندسة التعبئة والتغليف جوانب صناعية محددة من الهندسة الصناعية، التسويق، علوم المواد، التصميم الصناعي والخدمات اللوجستية.يجب على مهندسين التعبئة والتغليف التفاعل مع الابحاث والتطوير والتصنيع والتسويق والتصميم الجرافيكي، والتنظيمي، والمشتريات والتخطيط، يجب على الحزم المغلفة ان تحمي المنتج وتحافظ عليه وان تكون تكليفة التعبئة والتغليف منخفضة.

## التاريخ
في عام 1952، جامعة ولاية ميشيغان أصبحت أول جامعة في الولايات المتحدة الأمريكية لتقديم شهادة في التعبئة والتغليف. وتنشر على نطاق واسع أعضاء هيئة التدريس والموظفين في التعبئة والتغليف والمواد الفنية الأخرى.
معهد روتشستر للتكنولوجيا تأسست برنامج العلوم التعبئة والتغليف لأول مرة في عام 1972. وهي درجة متعددة التخصصات التي تؤدي إما إلى البكالوريوس أو الماجستير في العلوم.